# Brand New
Brand New – amerykański zespół rockowy założony w 2000 roku w Levittown (stan Nowy Jork). Początkowy styl grupy można określić jako pop punk, z czasem ewoluował on w stronę post hardcore.

## Członkowie zespołu
- Jesse Lacey – śpiew, gitara
- Vincent Accardi – gitara, śpiew
- Garrett Tierney – gitara basowa
- Brian Lane – perkusja
- Derrick Sherman – gitara, keyboard, śpiew (tylko na koncertach)

## Dyskografia

### Albumy
- Your Favorite Weapon (2001)
- Deja Entendu (2003)
- The Devil and God Are Raging Inside Me (2006)
- Daisy (2009)
- Science Fiction (2017)

### EP
- Brand New / Safety in Numbers Split EP (2002)
- The Holiday EP (2003)

### Single
- 2002 – „Jude Law and a Semester Abroad”
- 2003 – „The Quiet Things That No One Ever Knows”
- 2004 – „Sic Transit Gloria... Glory Fades”
- 2006 – „Sowing Season”
- 2007 – „Jesus Christ”
- 2007 – „(Fork and Knife)”
- 2009 – „At the Bottom”
- 2015 – „Mene”
- 2016 – „I Am a Nightmare”